# Divriği
Divriği – miasto w Turcji, w prowincji Sivas. W 2017 roku liczyło 9989 mieszkańców.